# 日昇霸主
《日昇霸主》是Cinemaware开发的电子游戏，1989年发行于Amiga等平台。
《电脑游戏世界》给予游戏正面评价，称赞游戏电影感的品质，还称赞游戏融合了动作和策略元素。